# Шьовде (община)
Община Шьовде (на шведски: Skövde kommun) е разположена в лен Вестра Йоталанд, югозападна Швеция с обща площ 688 km2 и население 52 859 души (към 31 декември 2013). Административен център на община Шьовде е едноименния град Шьовде.